# Velika žival samote
Velika žival samote (COBISS) je roman Evalda Flisarja; izšel je leta 2001 pri Vodnikovi založbi.

## Vsebina
Roman prikazuje življenje v na videz normalni družini, ki jo sestavljajo oče Rudolf, mati Marija in štirinajstletni Adam. Adam je najstnik, ki živi v svojem svetu, v katerega nima vstop nihče drug, ki veliko bere, pogosto ne loči med stvarnostjo in sanjami, ki ga vedno bolj zapirajo v svet samote. Adam doživi svojo prvo spolno izkušnjo z deklico Evo, za katero se kasneje izkaže, da jo je spolno zlorabljal njegov oče, zdravnik splošne prakse, v zameno za drogo. Ob tem spoznanju se Adam vse pogosteje zateka k sanjam, ki pa to vendarle niso, saj so grozljiva spoznanja v realnosti zanj prehuda in s tem, da jih označi za sanje prepreči, da bi doživel šok. Ker pa je teh grozljivih odkritij vse več, se Adamu zabriše meja med realnostjo in sanjami, zato se njegova starša odločita, da ga bost odpeljala v hram duševnega zdravja. Tam začnejo z izvajanjem »možganske telovadbe«, ki v dečku zatrejo tisto, kar najbolj ljubi, njegove sanje. Po tem dogodku se mu zdi življenje lažje, vendar sveta več ne zaznava v barvah, vse postane sivo, monotono, brez smisla. Po povratku domov hoče Adamu mati preprečiti stike z Evo, saj meni, da je ona kriva za njegove težave. Adam pa jo v polsnu potolče do smrti. Oče namerava zastrupiti sebe in sina, vendar mu to prepreči Evin dedek Dominik. Očeta nato aretirajo, Adam pa odide k Dominiku, kjer naj bi se zanj začelo lepše življenje.